# House M.D.
House M.D. eller blot House er en amerikansk medicinsk drama-tv-serie om det medicinske geni Gregory House og hans kollegaers arbejde på det fiktive Princeton–Plainsboro Teaching Hospital i New Jersey. Serien blev vist på Fox i USA fra 2004 til 2012 og kan i Danmark ses på b.la. Viaplay og Netflix. Hovedpersonen, Dr. Gregory House (Hugh Laurie), er et kynisk, menneskefjendsk geni, der trods afhængighed af smertemedicin leder et diagnostisk team. Serien er skabt af David Shore og Paul Attanasio, med Shore krediteret som hovedskaber.
Gregory House (Hugh Laurie) er hovedpersonen i House M.D., hvor han, sammen med sit team af læger, forsøger at diagnosticere patienter med ofte kryptiske kombinationer af symptomer. Gennem differentialdiagnosticering undersøger de mulige sygdomme, der passer til symptomerne, og bruger udelukkelsesmetoden for at fastslå diagnosen. House, der er både kynisk og menneskefjendsk, står ofte i konflikt med hospitalets regler og sin chef, Dr. Lisa Cuddy (Lisa Edelstein), som forsøger at holde ham i snor. Hans eneste sande ven er Dr. James Wilson (Robert Sean Leonard), lederen af den onkologiske afdeling, som dog aldrig er en del af Houses team.
I de første tre sæsoner består Houses team af Dr. Robert Chase (Jesse Spencer), Dr. Allison Cameron (Jennifer Morrison) og Dr. Eric Foreman (Omar Epps). Dette team opløses ved slutningen af tredje sæson, og et nyt team formes gradvist med Dr. Remy "Thirteen" Hadley (Olivia Wilde), Dr. Chris Taub (Peter Jacobson) og Dr. Lawrence Kutner (Kal Penn), mens Foreman forbliver. Kutner dør i sæson fem, og Cameron forlader hospitalet i sæson seks. Chase vender dog tilbage til teamet, mens Thirteen tager orlov i størstedelen af sæson syv, og hendes plads overtages af medicinstuderende Martha M. Masters (Amber Tamblyn). Cuddy og Masters forlader serien før sæson otte, hvor Dr. Eric Foreman bliver den nye dekan for medicin, mens Dr. Jessica Adams (Odette Annable) og Dr. Chi Park (Charlyne Yi) slutter sig til Houses team.
Serien har i USA haft høje seertal og er distribueret til 66 lande. Den har vundet flere priser, heriblandt to Golden Globes og en Emmy. House blev skabt af David Shore og Paul Attanasio, men det er Shore, der er krediteret som seriens skaber. Bryan Singer fungerede som executive producer sammen med Shore, Attanasio og Attanasios forretningspartner Katie Jacobs. Serien blev hovedsageligt filmet i Century City, et forretningsdistrikt i Los Angeles, og blev produceret af Attanasio og Jacobs' Heel and Toe Films, Shores Shore Z Productions, Singers Bad Hat Harry Productions og Universal Television.

## Produktion
I 2004 præsenterede David Shore og Paul Attanasio, sammen med Attanasios partner Katie Jacobs serien for Fox som et medicinsk detektiv program, hvor lægerne undersøgte symptomerne og fandt deres årsager. Attanasio var inspireret til at lave et medicinsk drama fra en kolonne i The New York Times Magazine kaldet "Diagnosis" skrevet af Lisa Sanders.